# Sphendononema chagualensis
Sphendononema chagualensis är en mångfotingart som först beskrevs av Kraus 1957.  Sphendononema chagualensis ingår i släktet Sphendononema och familjen Pselliodidae.
Artens utbredningsområde är Peru. Inga underarter finns listade i Catalogue of Life.